# Janirella hessleri
Janirella hessleri is een pissebed uit de familie Janirellidae. De wetenschappelijke naam van de soort is voor het eerst geldig gepubliceerd in 1975 door Chardy.